# Konceptdesign
Konceptdesign var en utställning om föremål och företeelser på gränsen mellan konst och design på Nationalmuseum i Stockholm under det svenska designåret 2005, med Cilla Robach som kurator. Utställningen ville belysa värderingar som hade förändrats inom formvärlden under åren omkring millennieskiftet 2000.

## Begreppet konceptdesign
Begreppet konceptdesign hämtades från konstvärldens begrepp konceptkonst, med innebörd att idén bakom är mera väsentlig än utförandet av konstverket. Konceptdesignen kännetecknas av ett kritiskt förhållningssätt, där normer om smak, funktion, konsumtion och designerrollen ifrågasattes. Fokus ligger inte på slutresultatet, utan på frågeställningar och problemformuleringar. Konceptdesign är en kritiskt ifrågasättande design, där processer, händelser och mänskliga reaktioner är viktigare än ett fysiskt objekt. 

## Historik
En av föregångare till den svenska konceptdesignen var den nederländska gruppen Droog Design, vilken premiärvisade gränsöverskridande design 1993. En av deras förebilder var den italienska Memphisgruppen, verksam 1981-1988. Och redan under 1960-talet hade den italienska antidesignrörelsen brutit ny mark inom området kritisk design. 
Den tidiga svenska konceptdesignen var förankrad i en debatt om smak. I grunden handlade denna om makten att skriva historien. Den traditionella formhistorieskrivningen hade upphöjt vissa föremål, händelser och företeelser till kanon, medan andra hade förbigåtts med ointresse. Mot 1900-talets slut började en ny generation designer och formgivare att kräva en annan historieskrivning, och därmed även en vidgad bild av designens roll i den samtida kulturen. Inte minst kritiserades institutioner som Nationalmuseum och föreningen Svensk Form för en traditionell hållning, baserad på idén om den ”goda” smakens existens, men även författare och journalister klandrades för en alltför snäv uppfattning av designvärlden. Centrala debattörer var Emma Ohlsson och Zandra Ahl.

## Scenografi
Utställningsarkitekt var Anna von Schewen, som presenterade föremålen på stora vita blanka podier, vilka tydligt bröt mot Nationalmuseums arkitektur från 1866. Samtliga podier sluttade kraftigt och några omslöt även de pelare som bar upp taket i salarna. Avsikten var att visuellt knyta an till kritiken av Nationalmuseums dittills relativt traditionella historieskrivning och visa att även dessa föremål krävde en plats i den svenska formhistorien.

## Tematik
Utställningen presenterade 64 kritiska designprojekt där frågeställningen var viktigare än resultatet. Samtliga projekt var från perioden 1995-2005. Robach analyserade dem inom åtta teman, vilka anknöt till aktuella samtidsfrågor: Den andra smaken, Livsstil, Omsorg, Gränsöverskridanden, Kulturella möten, Återbruk, Designbegreppet och Samhällskritik. I utställningskatalogen skrev Robach: ”Efter en inventering av många formgivares föremål, projekt och idéer visade det sig att vissa frågor och teman återfanns hos flera. Oberoende av varandra. Historikerns intresse väcktes. Kunde detta ses som ett tecken? En antydan om samtidens svårfångade diskurs?”

## Medverkande designer och konstnärer
I utställningen visades följande föremål och projekt av nedanstående designer, konsthantverkare, konstnärer och formgivare:
Zandra Ahl, Dekorativ prydnadslampa, 1999. Kasslervas, 2001. Auto Shapes, 2004. Peter Andersson, klocka Rise’n shine, 1996. Solidaritetsstol och solidaritetsmugg, 1998. Tilt, 2004. Rose Marie Andersson och Kristina Johansson, Hemligt skrivbord, 2004. Rose Marie Andersson, skyltar, 2004. Rodrigo Guiterrez Benavente, frimärken Sverige, 2000. Thomas Bernstrand, lampa Do Swing, 1999. Lampa Even 2004. Emma Billbäck, kaninbrynja Omsorg som fängelse, 2002. Naturprotes, 2003. Tobias Birgersson, Much Ado About Nothing, 2005. Jan Borchies, Överlevnadsjacka för hemlösa, 2005. De Fyra, Ekorrbord, 2002. Trälampa, 2004. Klara Eriksson, skålar Sonja, Hildur, Anna, 2005. Petronella Eriksson, smycke Om något hänt mig, 2004. Frida Fjellman, Divan med hare, 2004. Front (designbyrå), Rått-tapet, 2003, Design av djur, 2003, Morphstol, 2004. Samir Alj Fält, Den förlorade sonen, 2005. Sanna Sevika Hansson, Stolar Verkligheter i ett möte: Hindu, 1998. Spegel Fivefooteleven, 1998. Stol Waiting Friend 1995. Hjärta Smärta, Klottertapet, 2001. Kajsa Jagare, stol, 2003. Phet Jitsuwan, lampa Grass Pot, 2004. Kristina Johansson, draperi Ackumulerad kvinnokraft, 2002. Albin Karlsson/Glittermek, väggklocka Nu, 2004. Björn Kjelltoft, Big Mouth snattarplagg, 2003. Varumärke Pina Colada, 2005. Lagombra, Bord, 2004. Ljuskrona, 2005. Anders Ljungberg, kanna, 2000. Objekt Container/Entertainer, 2002. Åsa Lockner, skålar, 2005. Karin Lundberg, bord Turner Green, 2004. Muungano, Aluminiumetik, 2003. Integrationsbänk, 2005. Lampa Global Illumination, 2005. Gustav Nordenskiöld, objekt Hårfagre, 2002. Paula Nordström, möbel Bussbakelse, 2004. Jörgen Nordqvist, Skolplansch, 2001. Lars Pettersson, matta Traces, 2005. Jennie Pinneus, Kokongstol, kokongmask, 2000. Research and Development, Transfer, 2002. Plug, 2002. Use and Misuse, 2003. Saldo, textiltryck State of the world, 1999. Helena Sandström, Äggskalshalsband, 1997. Eva Schildt, Lip Table, 2001. Per B. Sundberg, Älgradio, 1999. Pernilla Sylwan, skålar, 2004. David Taylor, Fat med sugrör, 2004. Mats Theselius, Morotställ, 1996. Erik Tidäng, Meditationsmöbel, 2005. Tumult, Rädslan, 1998. Välkommen hemlös, 1998. Hidden Peace Programme – Reunited Nations, 1999. Uglycute, Brytstol, 2003. Eric Österlund, bord Floris, 2002.

## Katalog
I utställningskatalogen diskuterade Robach bakgrunden till konceptdesignen i en samtidshistorisk betraktelse kallad Rapport från nuläget. Med avstamp i 1960-talets estetiska revolt analyserades händelser och formgivare som påverkat utvecklingen och förskjutit gränserna inom formvärlden. Anders Emilson gav en internationell kontext till den svenska utvecklingen med artikeln Design = förändring. De utställda föremålen presenterades i ett avsnitt kallat katalog. Avslutningsvis innehåller katalogen en förteckning över aktörer, formgivare, plattformar, institutioner, publikationer, utställningar, händelser, internationella referenser m.m. under åren omkring millennieskiftet 2000 och som hade haft betydelse för konceptdesignens utveckling och etablering. Katalogens grafiska design gjorde Matilda Plöjel, fotografierna togs av Petra Svensson.

## Media
Konceptdesign uppmärksammades i media. Rubriken i en recension i Dagens Nyheter löd ”Äntligen en designbomb”. I Expressen hävdades det att ”Med Konceptdesign gör Nationalmuseum en av sina viktigaste utställningar på länge.”